# Бихор
Би́хор — горный массив в Румынии, часть Западно-Румынских гор.
Высшая точка — Куркубэта-Маре (1849 м), также являющаяся высочайшей точкой Западно-Румынских гор. Горы Бихор протягиваются на 25 км с северо-запада на юго-восток. Ширина — 14 км.
На склонах Бихора находятся истоки Большого и Малого Арьеша, слиянием которых образуется река Арьеш.